# نهائي كأس رابطة الأندية الإنجليزية المحترفة 1974
نهائي كأس رابطة الأندية الإنجليزية المحترفة 1974 هي المباراة النهائية من منافسة كأس رابطة الأندية الإنجليزية المحترفة 1973–74، أقيمت المباراة في 2 مارس 1974، في ملعب ويمبلي، بين فريقي مانشستر سيتي، ووولفرهامبتون واندررز، وفاز فيها وولفرهامبتون واندررز، بعد أن هزم مانشستر سيتي، بنتيجة 1 - 2.

## تفاصيل المباراة
لعبت المباراة النهائية في 2 مارس 1974.
| مانشستر سيتي | 1 -2 | وولفرهامبتون واندررز |
| ------------ | ---- | -------------------- |
|              |      |                      |